# Kostel Narození svatého Jana Křtitele (Velíz)
Kostel Narození svatého Jana Křtitele na vrchu Velíz nad obcí Kublov byl postaven kolem poloviny 13. století na místě starší kaple. Původně byl součástí kláštera, který zanikl za husitských válek. Kostel i s přilehlým okolím a zbytky kláštera je chráněn jako kulturní památka České republiky.

## Historie
Předchůdcem kostela byla kaple, též zasvěcená sv. Janu Křtiteli. Podle Kosmovy kroniky ji založil kníže Jaromír v roce 1003 jako poděkování za záchranu života, když byl na tomto místě přepaden Vršovci. Prokazatelně existovala za Břetislava I., který ji daroval benediktinům z ostrovského kláštera. Ti zde založili klášter (proboštství) a postavili kostel. Ve 2. polovině 14. století však podle Pulkavovy kroniky klášter postupně upadal. Zcela zanikl po vyplenění husitskými vojsky (pravděpodobně v roce 1425 při obléhání Žebráku a Točníku). Zachoval se pouze kostel, který byl v letech 1770–1774 opraven a barokně přestavěn. Tehdy přibyla i budova fary. Oprava kostela proběhla v 90. letech 20. století za přispění obce Kublov a jejích obyvatel. Na restaurování památky má hlavní zásluhu akademický sochař Karel Stádník, který zde působil jako jáhen. Opravil křížovou klenbu presbytáře a také objevil fragmenty vzácných fresek.

## Architektura
Jde o jednolodní kostel s pravoúhlým presbytářem. Původně raně gotická stavba z poloviny 13. století získala dnešní podobu při barokní úpravě v letech 1770-1774. V průčelí, které mělo dříve dvě věže, se zachoval gotický portál, gotická je i klenba presbytáře. V blízkosti kostela se nachází fara a hřbitov s márnicí. Z bývalého proboštství, které tvořila budova ve tvaru písmene L, se zachovaly pouze zbytky zdiva v budově dnešní márnice. V 19. století zde ještě stála zřícenina, kterou v náčrtcích zachytil Václav Krolmus. Archeologický průzkum vedeným K. Reichertovou v 50. a 60. letech 20. století odkryl jižní rameno se dvěma místnostmi, v západním rameni bylo odkryto gotické okénko..

## Zajímavost
Na místním hřbitově je pochován rodák z blízkého Kublova Josef Leopold Zvonař, český hudební skladatel a pedagog.